# Бермудес, Виолета
Виолета Бермудес Вальдивия (исп. Violeta Bermúdez Valdivia; род. 12 августа 1961, Лима) — перуанская адвокат, писатель и дипломат. 18 ноября 2020 года Бермудес стала премьер-министром Перу. Ранее она занимала посты в Агентстве США по международному развитию и работала во время пребывания при власти президента Алехандро Толедо и премьер-министра Беатрис Мерино.

## Биография
Виолета Бермудес Вальдивия родилась 12 августа 1961 года в Лиме, Перу.
Изучала право в Университете Сан-Маркоса и в Папском католическом университете Перу.

### Политическая карьера
С апреля 1997 года по январь 2002 года она была координатором по правам человека, представляющим Перу в Агентства США по международному развитию.
Бермудес был назначена вице-министром Министерства по делам женщин и социального развития Перу 24 января 2002 года президентом Алехандро Толедо.
В июле 2003 года она была руководителем Кабинета консультантов премьер-министра Беатрис Мерино. Она покинула позицию в декабре того же года.
В период с 2012 по 2017 год она была директором проекта децентрализации для Агентства США по международному развитию.

### Премьер-министр (с 2020 года)
18 ноября 2020 года новый президент Перу Франциско Сагасти назначил Бермудес премьер-министром Перу. Она заменила Антеро Флореса Араоса после растущих социальных волнений в стране. Она пятая женщина, которая занимала эту позицию в Перу за всю историю страны.

## Личная жизнь
Замужем за юристом Самуэлем Абадом Юпанки.